# Brateiu (gmina)
Brateiu – gmina w Rumunii, w okręgu Sybin. Obejmuje miejscowości Brateiu i Buzd. W 2011 roku liczyła 3415 mieszkańców.